# Acacia melanoceras
Acacia melanoceras är en ärtväxtart som beskrevs av Pehr Johan Beurling. Acacia melanoceras ingår i släktet akacior, och familjen ärtväxter. Inga underarter finns listade i Catalogue of Life.